# Georgios Kourmoulis
Georgios Ioannis Kourmoulis (griechisch Γεώργιος Ιωάννης Κουρμούλης, * 1907 in Sellia, Agios Vasilios, Kreta; † 24. Mai 1977 in Athen) war ein griechischer Sprachwissenschaftler, Lexikograph und Neogräzist.

## Leben
Kourmoulis schloss 1924 den Schulbesuch in Rethymno ab und studierte im Anschluss Philologie an der Universität Athen. 1931 wurde er außerordentlicher, 1946 ordentlicher Redakteur am Historischen Wörterbuch der Akademie von Athen. Zwischenzeitlich war er 1937 in Athen mit einer Dissertation Περί του ετύμου της λέξεως Χαννιά promoviert worden. Anschließend hat er ein Aufbaustudium in vergleichender und historischer Sprachwissenschaft absolviert. 1945 wurde er in Athen zum Universitätsdozenten ernannt, 1949 zum ordentlichen Professor der Sprachwissenschaft bestellt. Im akademischen Jahr 1963 bis 1964 wurde er zum Prytanis (Rektor) gewählt und hatte von 1969 bis 1977 den Vorsitz der Φιλεκπαιδευτική Εταιρεία inne. Für kurze Zeit war er vom 31. Dezember 1963 bis 19. Februar 1964 Bildungsminister in der Übergangsregierung Ioannis Paraskevopoulos.
Einer seiner Schüler war Georgios Babiniotis.
Kourmoulis ist insbesondere für sein Rückläufiges Wörterbuch der neugriechischen Sprache bekannt.

## Schriften (Auswahl)
- Αντίστροφον λεξικόν της νέας ελληνικής. Athen 1967, Nachdruck Παπαδήμας Δημ. Ν., Athen 2002.
- Γλώσσα και λατρεία. Τυπογραφείο Εστία, Athen 1948
- Η επίσημος γλώσσα του Έθνους. Εκδόσεις Ιδιωτική, Athen 1948
- Η γλώσσα του Κάλβου. Athen 1947
- Περί του ετύμου της λέξεως Χαννιά. Dissertation Athen 1937.